# Ann Shanley
Ann Patricia Shanley, po mężu Cooper (ur. 7 grudnia 1928) – australijska lekkoatletka, sprinterka, medalistka igrzysk Imperium Brytyjskiego w 1950.
Zdobyła złoty medal w sztafecie 220-110-220-110 jardów, która biegła w składzie: Shanley, Marjorie Jackson, Shirley Strickland i Verna Johnston na igrzyskach Imperium Brytyjskiego w 1950 w Auckland. Na tych samych igrzyskach zajęła 6. miejsce w finale biegu na 100 jardów i odpadła w półfinale biegu na 220 jardów.
Była mistrzynią Australii w pchnięciu kulą i brązową medalistką w biegu na 220 jardów w 1949/1950.
11 marca 1950 w Adelaide ustanowiła rekord Australii w pchnięciu kulą wynikiem 10,73 m.
Po wyjściu za mąż zaprzestała wyczynowego uprawiania lekkiej atletyki, lecz potem powróciła startując w zawodach weteranów. Ustanowiła kilka rekordów świata w biegach krótkich w różnych kategoriach wiekowych.